# Wyatt Mathewson
Wyatt Mathewson az amerikai Szökés című sorozat egyik kitalált szereplője. Cress Williams alakítja. A sorozat negyedik évadjának első epizódjában szerepel először és főszereplője az évadnak, mint a CÉG új bérgyilkosa, akit Jonathan Krantz tábornok bízott meg.

## Szerepek

### 4. évad
Wyattet az évad első epizódjában láthatjuk először, amikor Pad Man ráhagyja Gretchen Morgant, akit nem öl meg, de a CÉG foglya lesz. Később, amikor Michael, Whistler és Mahone beszélget egy sikátorban a CÉG fekete könyvéről és Sara hollétéről, Wyatt hátulról fejbe lövi Whistlert. Ezután Pad Man megbízza, hogy 'takarítson' el mindenkit az útból, akinek bármi köze is van a CÉG-hez, és Whistlerhez.
Először elmegy Mahone családjához, és miután nem tudja meg a feleségétől, hogy hol van Alex, megöli a fiát az anyja szeme láttára. Utána információt szerez, hogy melyik börtönbe is vitték Michaelt és Lincolnt, de mivel már nincsenek ott, felkeresi Bruce Bennettet. Megtalálja Michaelt és Sarát is, de nem tudja elkapni őket. Utoljára egy injekcióstűvel a kezében láthatjuk, amint épp beszél egy társával. 
A harmadik részben Wyatt kivallatja Bruce-t a testvérek hollétéről, de az nem árulja el neki. Később viszont kiszedi belőle, hogy hol van Sara és miután megtudja, megöli a férfit. A soron következő epizódban Wyatt megöli Self ügynök barátját, akit megkért, hogy szerezzen információt neki a CÉG-ről. Aztán Gretchenből akarja kiszedni, mit tud, majd, mikor információt kap Sara hollétéről, egyelőre hagyja Gretchent. Megérkezik a bárba, ahol Sara járt, és miután kihallgatta a Michaellel való beszélgetését, követni kezdi a nőt a raktár irányába, de a nő sikeresen lerázza.
Wyatt megtudja, hogy egy bizonyos Don Self nevű ügynök kérdezett le adatokat a feletteséről, Krantz tábornokról, ezért felkeresi, majd megfenyegeti a férfit. Wyatt ezután kinyomozza Mahone tartózkodási helyét, akit időközben őrizetbe vettek és elindul, hogy végezzen vele. Sikeresen bejut a bíróságra, ahol azonban a csapat váratlanul megszökteti Mahone-t. Wyattnek lehetősége nyílik rá, hogy végezzen Mahone-nal, ám a rendőrség is jelen van, így nem tehet semmit. Később újabb parancsot kap: balesetnek álcázva végeznie kell Don Self-fel. El is indul az ügynök lakására, akit azonban nem talál otthon. Váratlan üzenetet kap, egy rejtélyes idegentől, aki hajlandó kiadni Scofield és Burrows tartózkodási helyét, megfelelő összeg ellenében. Wyatt konzultál a Tábornokkal és az idegen információi alapján meghiúsítja a csapat Krantz elleni merényletét. Az összecsapás közben Sucrét is meglövi. Később találkozik a rejtélyes idegennel, aki nem más, mint Roland Glenn, aki egy hacker Scofieldék csapatában. Wyatt pénz helyett fegyvert hozott magával és miután több golyót is Roland lábába lő, megtudja, hogy hol vannak a testvérek. Wyatt végül hasba lövi a hackert, aki elvérzik. Ekkor Mahone-ék rátalálnak Wyattre, majd elfogják és a raktárba viszik, a főhadiszállásukra.
Miután a következő, Greatness Achieved epizódban nem teszi meg, amire a csapat kéri, Mahone megkínozza a bérgyilkost. Majd, felhívja volt feleségét, Pamet, és ráveszi Wyattet, hogy kérjen tőle bocsánatot a kisfiuk meggyilkolása miatt, aki a rettentő fájdalmai közepette ezt meg is teszi. Ezek után Alex rögzít a kezére egy kődarabot, kiviszi a raktár mellett található mólóra, majd belelöki az ügynököt a tengerbe, így véve elégtételt rajta Cameron haláláért. Nem láttuk meghalni a férfit, de nagy valószínűséggel megfulladt.